# Spencer Sautu
Spencer Sautu (Kabwe, 5 de octubre de 1994) es un futbolista zambiano que juega en la demarcación de centrocampista para el Power Dynamos FC de la Primera División de Zambia.

## Biografía
Debutó como futbolista en 2014 con el Green Eagles FC. En su temporada debut quedó en séptima posición en liga. Además, marcó su primer gol como futbolista el 7 de septiembre de 2014 contra el Green Buffaloes FC en el minuto 88.

## Selección nacional
Juega para la selección de fútbol de Zambia. Su primer partido lo jugó contra Costa de Marfil en un encuentro en calidad de amistoso. Su segundo partido, también amistoso, lo disputó el 4 de enero de 2015 contra Sudáfrica, perdiendo por 1-0. También formó parte de la plantilla que disputó la Copa Africana de Naciones 2015.

### Participaciones en torneos internacionales
| Torneo                                  | Sede              | Resultado        |
| --------------------------------------- | ----------------- | ---------------- |
| Copa Africana de Naciones 2015          | Guinea Ecuatorial | Primera fase     |
| Campeonato Africano de Naciones de 2016 | Ruanda            | Cuartos de final |
| Copa COSAFA 2016                        | Namibia           | Cuartos de final |

## Clubes
| Club             | País   | Año       | Partidos | Goles |
| ---------------- | ------ | --------- | -------- | ----- |
| Green Eagles FC  | Zambia | 2014-2020 | 21+      | 8+    |
| Power Dynamos FC | Zambia | 2020-     | 21+      | 2+    |